# 12242 Koon
12242 Koon eller 1988 QY är en trojansk asteroid i Jupiters lagrangepunkt L5. Den upptäcktes 18 augusti 1988 av det amerikanska astronom paret Eugene M. och Carolyn S. Shoemaker vid Palomar-observatoriet. Den är uppkallad efter Koon, i den romerska mytologin.
Asteroiden har en diameter på ungefär 38 kilometer.